# Jean Hagen
Jean Shirley Verhagen, mais conhecida como Jean Hagen (Chicago, 3 de agosto de 1923 — Los Angeles, 29 de agosto de 1977), foi uma atriz norte-americana. Atuou no cinema e na televisão. Seu papel mais célebre no cinema foi no filme Cantando na Chuva (1952), interpretando a atriz de voz estridente Lina Lamont, papel pelo qual concorreu ao Oscar como melhor atriz coadjuvante de 1953. Também participou de séries de televisão.

## Filmografia
| Ano  | Título                | Personagem                | Notas                                                    |
| ---- | --------------------- | ------------------------- | -------------------------------------------------------- |
| 1949 | Adam's Rib            | Beryl Caighn              |                                                          |
| 1950 | Ambush                | Martha Conovan            |                                                          |
| 1950 | Side Street           | Hariette Sinton           |                                                          |
| 1950 | The Asphalt Jungle    | "Doll" Conovan            |                                                          |
| 1950 | A Life of Her Own     | Maggie Collins            |                                                          |
| 1951 | Night Into Morning    | Garota da porta ao lado   |                                                          |
| 1951 | No Questions Asked    | Joan Brensen              |                                                          |
| 1952 | Shadow in the Sky     | Stella Murphy             |                                                          |
| 1952 | Singin' in the Rain   | Lina Lamont               | Nomeada - Prêmio da Academia de Melhor Atriz Coadjuvante |
| 1952 | Carbine Williams      | Maggie Williams           |                                                          |
| 1953 | Arena                 | Meg Hutchins              |                                                          |
| 1953 | Latin Lovers          | Anne Kellwood             |                                                          |
| 1953 | Half a Hero           | Martha Dobson             |                                                          |
| 1955 | The Big Knife         | Connie Bliss              |                                                          |
| 1957 | Spring Reunion        | Barna Forrest             |                                                          |
| 1959 | The Shaggy Dog        | Freeda Daniels            |                                                          |
| 1960 | Sunrise at Campobello | Marguerite "Missy" LeHand |                                                          |
| 1962 | Panic in Year Zero    | Ann Baldwin               |                                                          |
| 1964 | Dead Ringer           | Dede Marshall             |                                                          |